# Po bitwie Igora Światosławowicza z Połowcami
Po bitwie Igora Światosławowicza z Połowcami (ros. После побоища Игоря Святославовича с половцами) – obraz olejny, namalowany przez rosyjskiego malarza Wiktora Wasniecowa w 1880 roku, znajdujący się w zbiorach Galerii Tretiakowskiej w Moskwie.
Od końca lat 70. XIX wieku w twórczości Wiktora Wasniecowa zaczęły dominować motywy nawiązujące do historii Rusi oraz legend i bylin staroruskich. Malarz uważał bohaterów tego typu opowieści i utworów za wcielenie ideałów osobowych ludu rosyjskiego. Popularyzowanie ich postaci traktował jako element kształcenia Rosjan, przypominania im o chwalebnych wydarzeniach w przeszłości i tworzenia dumy narodowej.

## Opis
Temat obrazu Po bitwie Igora Światosławowicza z Połowcami artysta zaczerpnął z eposu Słowo o wyprawie Igora. Dzieło przedstawia jedną z centralnych scen utworu – klęskę wojsk Igora Światosławowicza w starciu z Połowcami w 1185 roku. W krajobrazie spokojnego, porośniętego niską roślinnością stepu Wasniecow ukazał grupę martwych, poległych w bitwie wojów ruskich oraz nielicznych zabitych Połowców. W centralnej części dzieła widoczny jest młody wojownik ze strzałą w piersi, obok niego zaś leżący z rozłożonymi rękami mężczyzna w pełnej zbroi i w hełmie. Broń zabitych (topory, tarcze) leży w nieładzie obok nich. Grupy kilku leżących na sobie ciał widoczne są również w pozostałych częściach obrazu. Wasniecow namalował wojów ruskich w pełnych zbrojach i wysokich hełmach, podczas gdy nieliczni Połowcy są półnadzy lub w zwykłych ubraniach. Ponad zwłokami poległych unoszą się drapieżne ptaki, na niebie widoczne jest zachodzące słońce. Mimo dramatyzmu sceny kompozycja jest harmonijna, namalowana spokojnymi barwami; malarz unikał ukazywania krwi, która widoczna jest jedynie na toporze i płaszczu poległego woja po lewej stronie obrazu. Nie ukazał również ciężkich ran na ciałach poległych, w miejsce realizmu dzieła skupiając się na oddaniu detali staroruskiego ubioru i uzbrojenia. Artysta chciał również w ten sposób oddać cześć wszystkim, którzy walczyli i ginęli za Ruś, a następnie Rosję.
Obraz wzbudził sprzeczne opinie krytyki. Podobnie jak inne obrazy Wasniecowa o tematyce inspirowanej bylinami, był chwalony za oddanie ducha poezji ludowej i jej piękna, jak również „siłę narratora”. Dzieło było jednak również określane jako sztuczne i pretensjonalne.